# Nephromeria
Nephromeria là một chi thực vật có hoa trong họ Đậu.